# Сова аравійська
Сова аравійська (Strix butleri) — вид сов, що мешкає в аридних районах Південно-Західної Азії.

## Опис
Тіло сягає 30-34 см завдовжки. Дуже подібна на сову сіру, але має менші розміри, блідіше забарвлення та опуклішу форму голови.

## Поширення
Ареал включає у себе північний схід Аравійського півострова (Оман та ОАЕ). Раніше зустрічались на півдні Ірану та Пакистану, але там вимерли.

## Спосіб життя
Середовищем існування є пальмові гаї, пустелі, напівпустелі і скелясті ущелини. Полює переважно вночі. У її раціон входять миші, полівки, також великі комахи.

### Розмноження
Сезон розмноження припадає на період з березня по серпень. Гніздиться в отворах і ущелинах в скелях. Яйця відкладаються прямо на землі. Інкубаційний період триває 35 днів. Молоді птахи оперяються за 37 днів.